# Imre Zachár
Imre Emil János Zachár (ur. 11 maja 1890 w Budapeszcie, zm. 7 kwietnia 1954 tamże) – węgierski pływak i piłkarz wodny z początków XX wieku, medalista igrzysk olimpijskich.

## Kariera sportowa
Jako siedemnastolatek wystartował na IV Letnich Igrzyskach Olimpijskich w 1908 w Londynie. Wziął udział w dwóch konkurencjach. W wyścigu na 400 metrów stylem dowolnym dotarł do fazy półfinałowej, zaś w sztafecie 4 × 200 metrów stylem dowolnym, gdzie płynął na drugiej zmianie, zdobył srebrny medal.
Cztery lata później podczas V Letnich Igrzysk Olimpijskich w Sztokholmie Zachár wziął udział w jednej konkurencji pływackiej. W rywalizacji sztafet  4 × 200 metrów stylem dowolnym, gdzie płynął na drugiej zmianie, ekipa węgierska zakwalifikowała się do finału lecz nie pojawiła się na jego starcie. Wziął także udział w turnieju piłki wodnej, gdzie zajął z drużyną piąte miejsce.
Zachár reprezentował barwy budapeszteńskich klubów MAFC i MTK.